# Nik Gjeloshaj

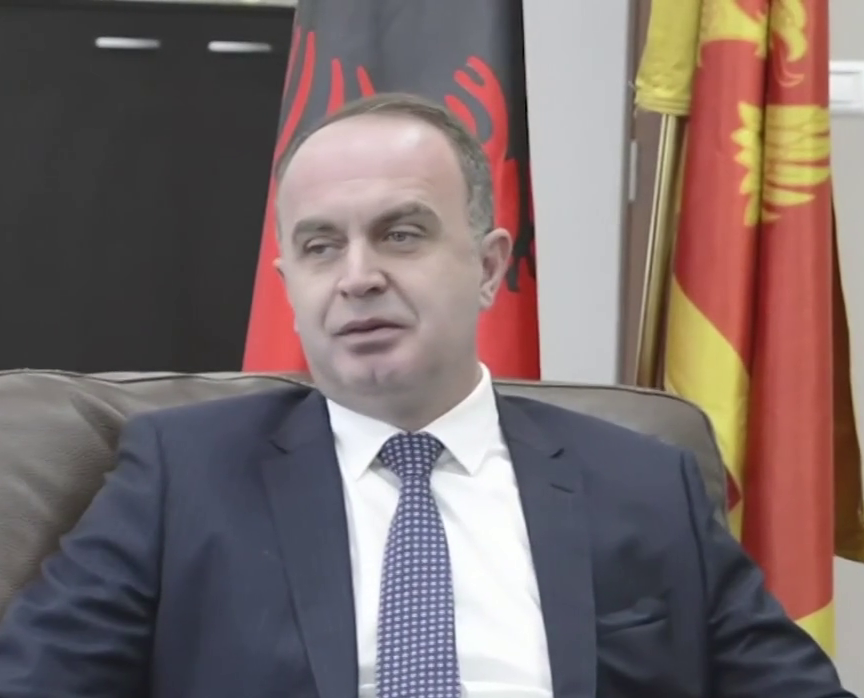
Nik Gjeloshaj (15. August 2020)

Nik Gjeloshaj (Alternativname: Nik Đeljošaj; montenegrinisch-kyrillisch: Ник Ђелошај; * 12. November 1979 in Titograd, SR Montenegro, SFR Jugoslawien) ist ein montenegrinischer Politiker der Albanischen Alternative (Albanska alternativa/ Alternativa Shqiptare), der seit 2019 Bürgermeister der Gemeinde Tuzi ist und 2023 Mitglied des Parlaments (Skupština) war. Seit 2023 ist er im Kabinett von Ministerpräsident Milojko Spajić stellvertretender Ministerpräsident für Wirtschaftspolitik.

## Leben
Nik Gjeloshaj absolvierte nach dem Besuch der Grundschule und der weiterführenden Schule in Tuzi ein Studium an der Fakultät für Pädagogik der Universität Prishtina. Er arbeitete danach drei Jahre lang als Lehrer an der Grund- und Oberschule in Tuzi und war bereits seit 1999 unternehmerisch tätig und gründete 2000 in Tuzi das erste Internetcafé in Montenegro. Er setzte seine unternehmerischen Initiativen in mehreren Unternehmen der Telekommunikation im Bereich der IP-Telefonie und dann im Bereich der Internetdienste. Neben dem Unternehmertum in Montenegro arbeitete er viele Jahre als Berater für Unternehmen aus dem Ausland, hauptsächlich aus der Region und Westeuropa, und zeitweise auch für das US-amerikanische Unternehmen Net2Phone. Er wurde Mitglied der 2006 gegründeten Albanischen Alternative (Albanska alternativa/ Alternativa Shqiptare), deren Vorsitzende zunächst Vaselj Siništaj sowie von 2009 bis 2016 Gjergj Camaj waren, ehe Gjeloshaj 2016 Vorsitzender wurde. Die Partei erhielt bei der Parlamentswahl am 16. Oktober 2016 als Teil des Wahlbündnisses Entschlossene Albaner (Albanci odlučno/ Shqiptarët të vendosur) 3.394 Stimmen (0,89 Prozent) sowie bei der Parlamentswahl am 30. August 2020 als Teil des Wahlbündnisses Albanische Liste (Albanska lista/ Lista Shqiptare) 6.488 Stimmen (1,58 Prozent) jeweils kein Mandat.
Gjeloshaj engagierte sich daneben in der Kommunalpolitik und wurde Mitglied des Rates der Gemeinde Tuzi, deren Bürgermeister er seit dem 23. März 2019 ist. Er war zudem Mitglied des Stadtrates von Podgorica, Generaldirektor im Bildungsministerium sowie Staatssekretär in der Ministerium für öffentliche Verwaltung. Neben seinem politischen Engagement beriet er als Telekommunikationsexperte weiterhin Unternehmen aus dem Ausland und erwarb verschiedene Zertifikate für abgeschlossene Schulungen an der Cisco Networking Academy. Bei der Parlamentswahl am 11. Juni 2023 war die Albanische Alternative Teil des Wahlbündnisses Albanisches Forum (Albanski forum/ Forumi Shqiptar) und gewann 5.671 (1,88 Prozent) zwei Sitze, von denen Gjeloshaj als Spitzenkandidat einen einnahm. Das Wahlbündnis Europa jetzt! (Evropa sad!) wurde bei der Wahl mit 77.206 Stimmen (25,55 Prozent) und 24 Mandaten stärkste Kraft im Parlament. Milojko Spajić, der Vorsitzende von PES!, schloss eine Koalition mit der zweitstärksten Kraft DPS (70.292	Stimmen, 23,26 Prozent, 21 Sitze) und URA (37.777 Stimmen, 12,5 Prozent, 11 Sitze) aus. Am 10. August 2023 beauftragte der Präsident Montenegros Jakov Milatović Milojko Spajić mit der Regierungsbildung. Am 19. Oktober 2023 unterzeichneten PES, Demokraten, Za, SNP, CIVIS, das albanische Forum und die albanische Allianz nach monatelangen Verhandlungen einen Koalitionsvertrag. Am 31. Oktober 2023 sprach das Parlament von Montenegro der neue Regierung unter Premierminister Spajić mit 46 von 81 Stimmen das Vertrauen aus.
Im Kabinett Spajić, der 44. Regierung Montenegros, wurde Nik Gjeloshaj stellvertretender Ministerpräsident für Wirtschaftspolitik (Potpredsjednik Vlade za ekonomsku politiku), während Aleksa Bečić, Momo Koprivica, Srđan Pavićević und Dragoslav Šćekić weitere stellvertretende Ministerpräsidenten für bestimmte Schwerpunktthemen wurden. In das Kabinett wurden darüber hinaus Filip Ivanović als Außenminister, Dragan Krapović als Verteidigungsminister, Danilo Šaranović als Innenminister sowie Novica Vuković als Finanzminister berufen. Als Staatssekretäre im Ministerium für Wirtschaftspolitik fungieren Ana Raičević und Goran Jovetić.
Gjeloshaj ist verheiratet und Vater von vier Kindern.